# Holden
Holden, anteriormente conhecida como General Motors-Holden, foi uma marca de automóveis australiana com sede em Port Melbourne, um subúrbio interno de Melbourne a 3 km a sudoeste do distrito comercial central de Melbourne, Vitória. 
A empresa foi fundada em 1856 como fabricante de selaria na Austrália do Sul. Em 1908, mudou-se para a área automotiva antes de mais tarde se tornar uma subsidiária da General Motors em 1931. Assumiu as operações da General Motors na Austrália e teve uma participação parcial na GM Daewoo na Coreia do Sul. 
Ao longo dos anos, a Holden ofereceu uma ampla gama de veículos produzidos localmente, complementados por modelos importados da General Motors. No passado, ofereceu modelos da Isuzu, Nissan, Suzuki, Toyota, Opel, Chevrolet e Vauxhall (versão inglesa) com sua marca.
As carrocerias da Holden eram fabricadas em Elizabeth, Austrália Meridional, e os motores foram produzidos na fábrica de Fishermens Bend em Port Melbourne. Historicamente, as fábricas de montagem e produção operaram em todos os estados da Austrália. Até 1990, a subsidiária da GM Holden na Nova Zelândia operava uma fábrica com sede em Trentham. A consolidação da produção de automóveis em Elizabeth foi concluída em 1988, mas algumas operações de montagem continuaram em Dandenong até 1996.

Embora a participação da Holden nas exportações de automóveis tenha oscilado desde 1950, o declínio nas vendas de carros grandes na Austrália levou a empresa a olhar para os mercados internacionais para aumentar a lucratividade. Em 2006, a Holden registrou lucro de 1,3 bilhão de dólares em exportações.

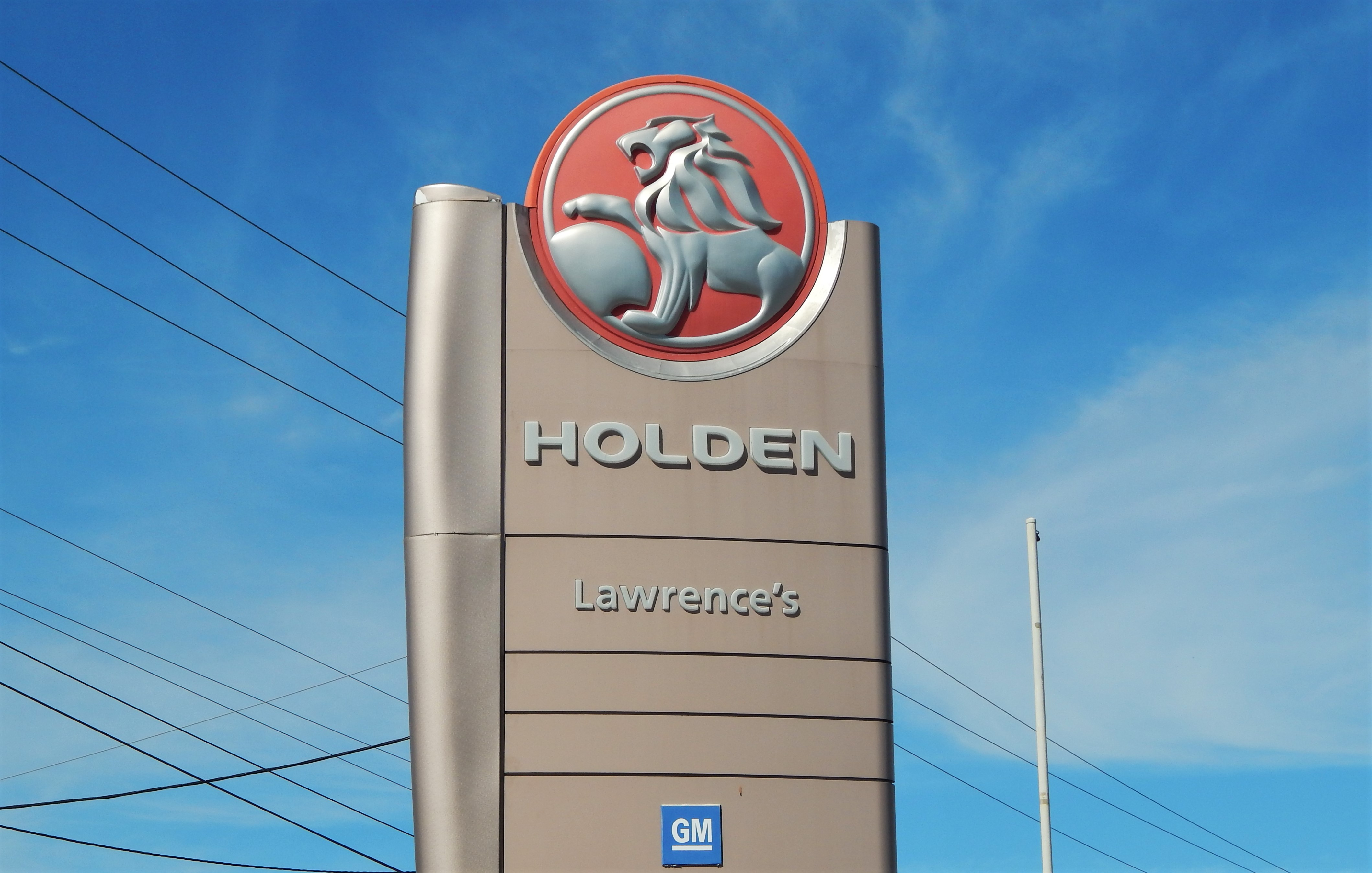
Uma placa incorporando o símbolo da Holden em uma concessionária local em Rockhampton, Queensland.

A partir de 2010, a Holden registrou perdas devido ao forte dólar australiano, e reduções de subvenções e subsídios governamentais. Em 11 de dezembro de 2013, foi anunciado que a Holden cessaria a produção de veículos e motores no final de 2017. No entanto, a empresa continuou a ter uma grande e contínua presença na Austrália como importadora e vendedora de automóveis. Além disso, manteve seu centro de design, mas com pessoal reduzido.
Em 17 de fevereiro de 2020, a General Motors anunciou o fim da marca até o final do mesmo ano. Os principais modelos são Commodore (vendido no Brasil de 1997 até 2012 como Chevrolet Omega CD), Monaro, Ute e Statesman.

## Veículos
- 1970-1971 Holden HG Monaro GTS 350 coupe.
- 2001-2002 Holden Monaro (V2) CV8 coupe.
- 2003 Holden Statesman sedan.
- 2012 Holden Ute VE SS.
- 2018 Holden Commodore LT sedan.
- Modelo Holden Monaro, utilizado no filme Mad Max.